# Liste der Monuments historiques in Aux Marais
Die Liste der Monuments historiques in Aux Marais führt die Monuments historiques in der französischen Gemeinde Aux Marais auf.

## Liste der Bauwerke
| Bezeichnung               | Beschreibung | Standort | Kennzeichnung | Schutzstatus | Datum | Bild           |
| ------------------------- | ------------ | -------- | ------------- | ------------ | ----- | -------------- |
| Kirche St-Martin-le-Noeud |              | (Lage)   | PA00114737    | Classé       | 1930  | weitere Bilder |

## Liste der Objekte
- Monuments historiques (Objekte) in Aux Marais in der Base Palissy des französischen Kultusministeriums